# Символіка вексилології
Вексилологічну символіку використовують вексилологісти для позначення певних особливостей національних прапорів: де їх використовують, хто їх використовує і як вони виглядають.
Набір символів, описаний у цій статті, відомий за назвою Міжнародні символи розпізнавання (ідентифікації) прапорів (англ. international flag identification symbols, IFIS), що вигадані Вітні Смітом.

## Варіанти національних прапорів за використанням
Деякі країни використовують єдиний дизайн прапора, що слугує національним прапором в усіх контекстах використання; інші використовують різні прапори як національні, залежно від контексту (хто вивішує національний прапор і де).
Виділяють шість базових та 57 комбінованих контекстів (разом 63 репрезентативних символи, що можуть описувати прапор) використання (і можливих варіантів національного прапора), зокрема:
| Позначення | Текст   | Опис                          | Використання                                |
| ---------- | ------- | ----------------------------- | ------------------------------------------- |
|            | C**/*** | Цивільний прапор              | Приватними особами на землі                 |
|            | *S*/*** | Державний прапор              | Державними установами на землі              |
|            | **W/*** | Військовий прапор             | Військом на землі (армією)                  |
|            | ***/C** | Цивільний прапор              | На приватних кораблях (торговельний прапор) |
|            | ***/*S* | Державний прапор              | На державних кораблях                       |
|            | ***/**W | Військовий прапор             | Військово-морським флотом                   |
|            | CS*/*** | Цивільний і державний прапор  | Приватними особами та державою на землі     |
|            | *SW/*** | Державний і військовий прапор | Державними службами та військом на землі    |
|            | CSW/*** | Національний прапор           | З будь-якою метою на землі                  |
|            | ***/CSW | Національний прапор           | З будь-якою метою на морі                   |
|            | CSW/CSW | Національний прапор           | З будь-якою метою на землі та морі          |

Навіть із комбінаціями, ця структура не повна: деякі країни визначають дизайни для контекстів використання, не виражуваних цією схемою (як прапори військово-повітряних сил, відмінні від військових і військово-морських прапорів, що встановлюють як національні прапори на військово-повітряних базах; до прикладу, див. Королівський військово-повітряний прапор).

## Інші символи
Інші символи використовують для опису вигляду прапора: чи має він відмінний дизайн з кожного боку, або якщо його встановлюють вертикально тощо. Символи загального використання такі:
- — Звичайна або de jure версія прапора, або лицьовий бік прапора
- — Дизайн запропоновано в минулому, але ніколи офіційно не прийнятий
- — Дизайн є реконструкцією, заснованою на минулих спостереженнях
- — Зворотний бік прапора
- — Дизайн є прийнятним варіантом
- — Альтернативна версія прапора
- — De facto версія прапора
- — Прапор має відмінний дизайн лицьового та зворотного боків
- — Дизайн, використовуваний у минулому, проте зараз відкинутий (символ додано пізніше)
- — Зворотний бік є дзеркальним відображенням лицьового
- — Зворотний бік збігається із лицьовим